# Villa Vauban
Villa Vauban és un museu d'art a la ciutat de Luxemburg. Recentment renovat i ampliat, que exhibeix pintures dels segles XVII, xviii i xix adquirides o donades de col·leccions privades.

## Edifici
L'edifici, construït el 1873 com a residència privada, deu el seu nom a una fortalesa construïda en el mateix lloc per Sébastien Le Prestre de Vauban (1633-1707) com a part de les defenses de la ciutat. Una secció impressionant de la paret vella de la fortalesa es pot veure al soterrani del museu. Els treballs de renovació, completats el 2010, van ser dissenyats per Philippe Schmit de l'estudi d'arquitectura de Luxemburg Diane Heirent i Philippe Schmit. Com a resultat del seu innovador revestiment de coure perforat, l'ampliació va rebre el Premi TECO d'Arquitectura del 2010. El museu està situat en un parc traçat per l'arquitecte francès Édouard André -des de 1840 fins a 1911-, un dels principals arquitectes de paisatge a la seva època.

## Història
Dissenyat per l'arquitecte de la ciutat Jean-François Eydt, la residència va ser construïda per a un fabricant de guants d'Alsàcia, Gabriel Mayer, en un estil clàssic del segle xix i la façana amb un estil neoclàssic. Es va edificar en una parcel·la gran, que estava disponible després de l'enderroc de les fortificacions de la ciutat, proporcionant espai no solament per a la residència i les seus estables, sinó també per a la creació d'un ampli jardí d'estil francès. El 1874, va ser adquirida pel fabricant d'acer Charles Joseph de Gargan abans que arribés a les mans dels industrials Norbert Le Gallais el 1912. Després de l'adquisició de la mansió el 1949, la Ciutat de Luxemburg la va adaptar per al lloguer per la Comunitat Europea del Carbó i de l'Acer CECA. El 1959, es va reconvertir per tal d'allotjar les col·leccions d'art que encara s'exhibeixen. El Gran Duc Joan I i la Gran duquessa Josepa Carlota van residir allà entre 1991 i 1995, mentre que les obres de renovació s'estaven realitzant al Palau.

## Col·leccions

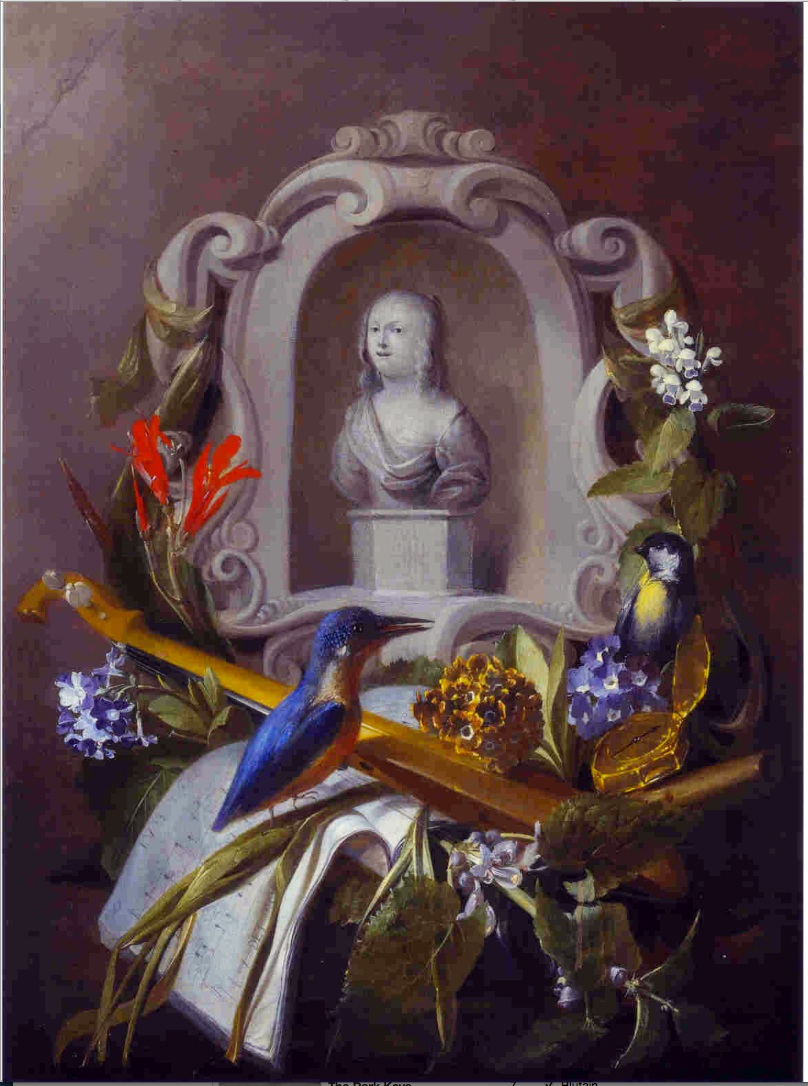
Obra de Jan van den Hecke

Les obres exposades a la Villa Vauban eren originàriament part de tres col·leccions separades, totes les quals van ser llegades a la ciutat. La primera és la de Jean-Pierre Pescatore -des de 1793 fins a 1855-, que es va establir com un ric banquer de París. Consta principalment de pintures del segle xvii holandeses, obres franceses contemporànies, així com escultures i dibuixos. La segona, que consisteix principalment en art del segle xix, es deriva de Leo Lippmann (1808 a 1883), un banquer i Cònsol General de Luxemburg a Amsterdam. La tercera col·lecció, que una vegada va pertànyer al farmacèutic Frédéric Hochhertz, comprèn la pintura d'història del segle xiii, natures mortes i retrats, que va heretar Eugénie Dutreux-Pescatore -des de 1810 fins a 1902- i va donar a la ciutat el 1903, pintures del Segle d'Or holandès que inclouen obres de Cornelis Bega, Gerrit Dou i Jan Steen així com obres franceses del segle xix d'artistes com Eugène Delacroix, Jean-Louis-Ernest Meissonier i Jules Dupré.